# Магнезиев дихлорид
Магнезиев дихлорид е химическо съединение, което се получава при взаимодействието на хлор и магнезий. Има химическа формула MgCl2 и е типично йонно съединение, сол, представляваща безцветни кристали. Разтваря се лесно във вода. Може да бъде добит от морската вода и има разнообразни приложения. MgCl2 е основният източник на метален магнезий. Получаването се осъществява чрез електролиза.

## Химични реакции на получаване
{\displaystyle \mathrm {MgO+\ Cl_{2}+\ C\longrightarrow MgCl_{2}+\ CO} }
{\displaystyle \mathrm {Mg(OH)_{2}+2\ HCl\longrightarrow MgCl_{2}+2\ H_{2}O} }
{\displaystyle \mathrm {Mg+2\ HCl\longrightarrow MgCl_{2}+H_{2}} }
{\displaystyle \mathrm {Mg+\ Cl_{2}\longrightarrow MgCl_{2}} }